# Bas de Bever
Bas de Bever (né le 16 avril 1968 à Vught) est un coureur cycliste et entraineur néerlandais. Durant sa carrière, il pratique le BMX de 1985 à 1993, puis le VTT de descente entre 1994 et 2004. Entre 2003 et 2018, il est entraîneur national du BMX aux Pays-Bas. En novembre 2005, il est également embauché par l'Union royale néerlandaise de cyclisme pour être l'entraîneur des équipes nationales néerlandaises de VTT (four-cross et descente). Entre 2018 et 2021, il dirige l'équipe VTT chez TalentNED. En décembre 2021, il fait son retour au sein de la Fédération néerlandaise pour diriger les sprinteurs néerlandais sur piste.
Il compte plusieurs titres de champion du monde et d'Europe de BMX avant que la discipline ne soit reconnue par l'Union cycliste internationale à la fin de l'année 1995. En 1996, il termine troisième du championnat du monde de VTT de descente.

## Palmarès en BMX

### Championnats du monde
- 1988
  -  Médaillé d'argent du BMX
- 1989
  -  Médaillé d'argent du BMX
  -  Médaillé d'argent du BMX cruiser
- 1990
  -  Champion du monde de BMX cruiser
- 1991
  -  Champion du monde de BMX cruiser
  -  Médaillé d'argent du BMX
- 1992
  -  Champion du monde de BMX cruiser

### Championnats d'Europe
- 1988
  -  Champion d'Europe de BMX 24 pouces
- 1989
  -  Champion d'Europe de BMX 24 pouces
- 1990
  -  Champion d'Europe de BMX 24 pouces
- 1992
  -  Champion d'Europe de BMX 24 pouces
- 1994
  -  Champion d'Europe de BMX 24 pouces

## Palmarès en VTT

### Championnats du monde
- Cairns 1996
  -  Médaillé de bronze de la descente
- Château-d'Œx 1997
  - 10e de la descente
- Mont Sainte-Anne 1998
  - 4e de la descente
- Sierra Nevada 2000
  - 6e de la descente

### Coupe du monde
- Coupe du monde de descente
  - 1997  : 4e du classement général, vainqueur de la manche de Stellenbosch
  - 1998  : 14e du classement général
  - 1999  : 15e du classement général
  - 2000  : 7e du classement général, un podium

- Coupe du monde de four cross
  - 2002  : 7e du classement général, vainqueur de la manche des Gets
  - 2004  : 6e du classement général, un podium
  - 2005  : 20e du classement général, un podium

### Championnats d'Europe
- 1996
  - 5e de la descente
- 2000
  - 10e de la descente

### Championnats des Pays-Bas
- 1999
  - 2e de la descente
- 2000
  - 2e de la descente